# ولایت ایواکی (۱۸۶۸)

نقشه ژاپن در (سال ۱۸۶۸). این ولایت با رنگ تیره مشخص شده است.

ولایت ایواکی (به ژاپنی: 磐城国 Iwaki-no kuni) یکی از ولایت‌ها در تقسیم‌بندی کشوری قدیم ژاپن بود. این ولایت امروزه استان فوکوشیما نامیده می‌شود.